# Briggate

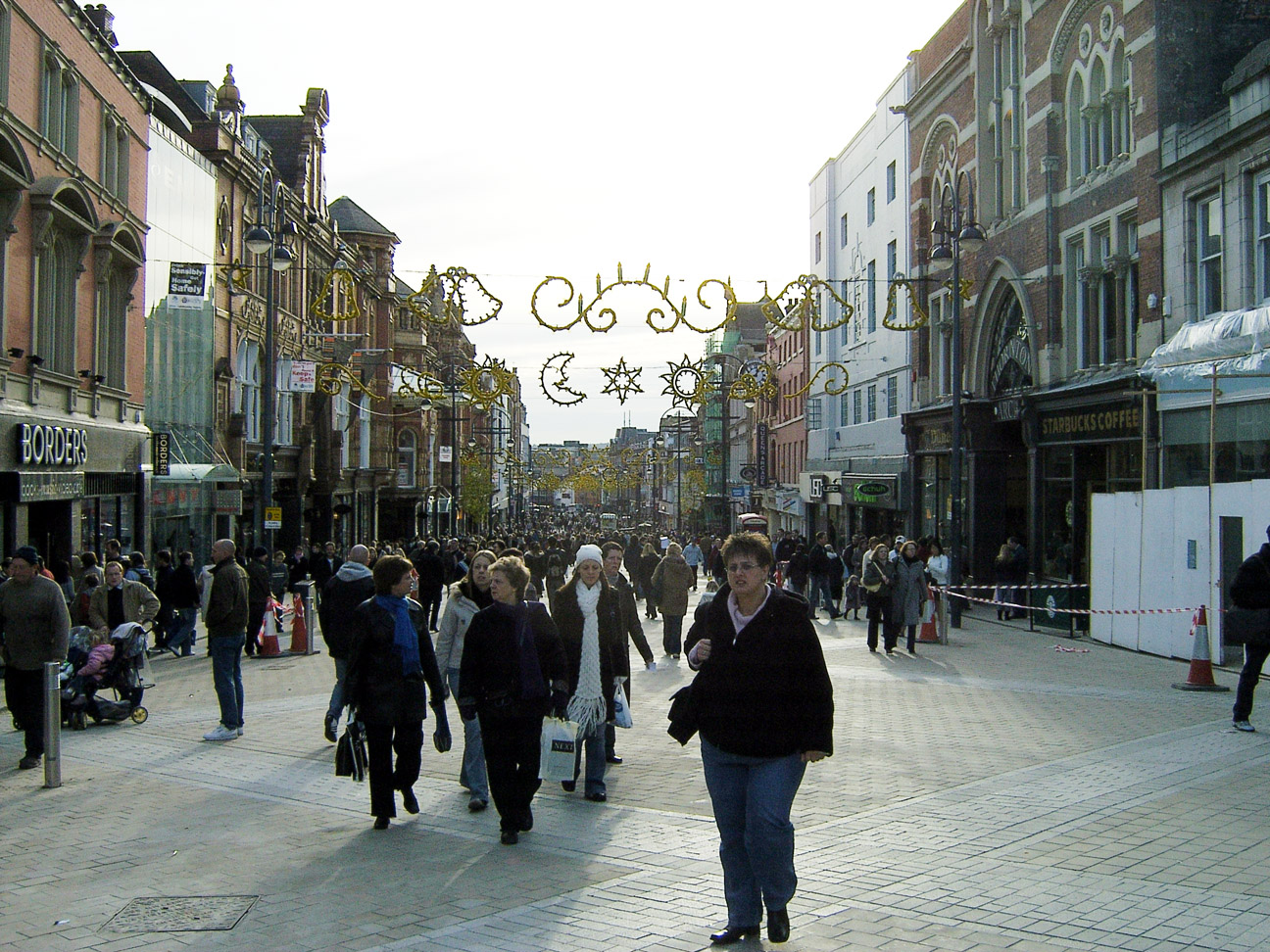

Briggate är en av huvudgatorna i centrala Leeds, England, Storbritannien. Den går från Leeds Bridge, som går över floden Aire, upp till gatan Headrow. Dess historia går tillbaka ända till 1207 då Leeds gjordes till stad. Under de första århundradena av Leeds historia som stad låg huvuddelen av bebyggelsen längs med Briggate eller Kirkgate. Länge skedde en omfattande genomfartstrafik genom gatan, men 1993 tilläts bara allmänna transporter och sedan 1996 är den helt och hållet en gågata.